# Giáo hoàng Grêgôriô II
Grêgôriô II  (Tiếng Latinh: Gregorius II) là vị giáo hoàng thứ 89 của giáo hội Công giáo. Ông là người kế nhiệm Giáo hoàng Constantinô và đã được giáo hội suy tôn là thánh sau khi qua đời. Theo niên giám tòa thánh năm 1806 thì ngài đắc cử Giáo hoàng vào năm 715 và cai quản giáo hội trong 16 năm 8 tháng 24 ngày. Niên giám tòa thánh năm 2003 xác định triều đại của ngài bắt đầu vào ngày 19 tháng 5 năm 715 và kết thúc vào ngày 11 tháng 2 năm 731.

## Trước khi trở thành giáo hoàng
Gregorius II sinh tại Rôma trong gia đình Savelli. Với triều đại của ông, quyền lực thế tục thực sự của Giáo hoàng được bắt đầu. Ngay từ khi còn trẻ Grêgôriô đã dính dáng đến công việc của Giáo hội. Chính Giáo hoàng Sergius I là người nhận thấy những đức tính cao quý nơi người trẻ tuổi này và đã tấn phong Grêgôriô làm trợ phó tế. Ông phục vụ liên tiếp dưới bốn triều đại Giáo hoàng với chức vụ thủ quỹ, và sau đó là quản thủ thư viện.
Ông được giao cho các nhiệm vụ quan trọng và tháp tùng Đức Giáo hoàng Constantine đến Constantinople để phản đối Hoàng Đế Justinian II về các nghị định chống lại tây phương của Công Đồng Trullan II (692). Sau khi Đức Constantine từ trần, Grêgôriô được chọn làm Giáo hoàng và được tấn phong năm 715. Chọn tên Grêgôriô, vị Giáo hoàng này muốn tiếp tục con đường của vị tiền nhiệm ở thế kỷ VII, là Thánh Grêgôriô Cả.

## Triều đại
Những khắc biệt về ý kiến giữa Hoàng Đế Phương Đông và Đại Giáo chủ Ravenna tiếp diễn. Ông triệu tập một công đồng để lên án lạc giáo bài trừ ảnh thánh (đập phá các ảnh thánh). Gregorius II đã phản ứng lại sắc lệnh của triều đình ở Constantinople nghiêm cấm việc tôn kính ảnh tượng thánh. Các tỉnh của Ý nổi dậy chống lại quân đội của hoàng đế Leo III; nước Ý đã trục xuất được bè phái Phá Huỷ Tượng Thánh. Ông thực hiện một cuộc phúc âm hoá mạnh mẽ nơi dân tộc Đức.
Đức Grêgôriô làm Giáo hoàng trong 15 năm. Trong thời gian này, ông tổ chức các thượng hội đồng để chấn chỉnh các nhũng lạm, ngăn chặn lạc giáo và cổ vũ tinh thần kỷ luật và luân lý. Ông tái xây dựng một phần lớn các tường thành Rôma để bảo vệ thành phố này chống với các cuộc tấn công của quân Lombard. Gregorius II tái thiết nhiều nhà thờ, và đặc biệt rất quan tâm đến người đau yếu và người già. Đan viện thật lớn gần nhà thờ Thánh Phaolô đã được tái thiết, cũng như tu viện của Monte Cassino mà quân Lombard đã phá hủy cách đó 150 năm. Và cũng như Đức Grêgôriô I, ông biến dinh thự của gia đình mình thành một đan viện.
Trước việc tranh chấp ảnh tượng Đức Grêgôriô II nói: "Không được thờ ảnh tượng, cũng không được đập phá". Thái độ khôn ngoan này không vừa ý các hoàng đế Đông Phương đập phá ảnh thánh, gây khó dễ cho Toà Thánh. Một đàng, Đức Grêgôriô cố gắng thay đổi ý nghĩ của hoàng đế. Đàng khác, ông khuyên dân chúng trung thành với hoàng tử, luôn luôn khuyến khích các Giám mục chống với tà thuyết.

## Quan hệ với Thánh Boniface
Gregorius II tấn phong Thánh Boniface và Thánh Corbinian làm Giám mục để đi truyền giáo cho các sắc dân ở Đức. Bônifaciô ấy tên thật là Winfrid, một người Anh, sinh năm 675 tại thị trấn Crediton. 7 tuổi, Bônifaciô đã nhập Dòng Biển Đức, tại Exeter. Chẳng bao lâu cậu trở thành sinh viên, rồi giáo sư, rồi giám đốc nhà trường ở Tu Viện Nursling gần Manschester. Mơ ước của ông là Tin Mừng hóa nước Đức còn mọi rợ.
Boniface đã thử hoạt động ở miền Frise nhưng không có kết quả ông quyết định đi Roma, yết kiến Đức Giáo hoàng, xin chỉ thị. Mùa Đông 718–719, Boniface có mặt tại Roma và những ngày này quyết định tất cả hoạt động của người. Giáo hoàng Grêgôriô II, dù bận nhiều công việc vẫn hằng quan tâm đến việc Tin Mừng hóa nước Đức.
Cuộc hội kiến với Winfrid làm Giáo hoàng rất hài lòng. Ông lập tức trao cho Winfrid quyền thừa sai Giáo hoàng tại nước Đức và nói: "Từ nay người ta không gọi con là Winfrid nữa, mà là Bônifaciô, nghĩa là kẻ làm điều thiện hảo".
Trong suốt cả cuộc đời, vị thừa sai này luôn trung thành với lời thề trên mộ Thánh Phêrô, liên lạc với Đức Giáo hoàng bằng thư từ. Những bức thư quý giá ấy ngày nay người ta còn đọc được. Mối liên lạc thật tốt đẹp không khác gì mối liên lạc giữa Đức Grêgôriô Cả và Giám mục Âu Tinh bên nước Anh thời trước.
Năm722, Đức Giáo hoàng Gregorius II viết thư cho Carôlô Búa, xin ông giúp đỡ và ủng hộ Thánh Boniface đang làm công tác Tin Mừng Hoá tại đất Nhật Nhĩ Man. Carôlô Búa đã phúc đáp thư Giáo hoàng, bảo đảm đặt vị thừa sai dưới sự bảo vệ cá nhân của mình. 
Chính trong những cuộc thương thuyết với Hoàng Đế Lêô III mà người ta mới thấy sức mạnh tinh thần cũng như sự kiên nhẫn của Đức Grêgôriô. Hoàng Đế Lêô đòi phải tiêu hủy tất cả các ảnh tượng thánh, và trừng phạt những ai không tuân lệnh. Khi các Giám mục không thuyết phục được hoàng đế về sự sai lầm của ông, họ thỉnh cầu đến Giáo hoàng.
Gregorius II từ trần vào tháng 2 năm 731.